# 게임 리퍼블릭
게임 리퍼블릭(Game Republic, 株式会社ゲームリパブリック)은 일본 도쿄에 위치한 인디 비디오 게임 개발사이다. 폐쇄 전까지 300명 미만의 직원이 있었으며 2003년 7월 1일 오카모토 요시키가 일본의 게임 개발사이자 배급사 캡콤을 떠난 뒤 창립하였다.

## 게임
- 섀도 헌터스 (보드 게임)
- 드래곤볼 DS